# Бьянка Видаль
Бьянка Видаль (исп. Bianca Vidal) — мексиканская 204-серийная мелодрама с элементами драмы производства Televisa. Сериал был выпущен в 1982 году. Однократный лауреат премии TVyNovelas.

## Сюжет
Бьянка Видаль — скромная молодая девушка, которая днём работает, а вечером учится. Её внимание привлекает профессор литературы — Хосе Мигель Медина Ривас. Она чувствует сильное влечение к нему, которого тот заслуживает, но он пытается свести её с Энрике, своим другом. Хосе Мигель предан Монике — жестокой женщине, на которой он женился только потому, что она забеременела. Путь к счастью оказывается очень долгим: Бьянка попадает в автокатастрофу и теряет память, а её маленький сын трагически погибает. Бьянка постоянно отвергает Хосе Мигеля до тех пор, когда к ней не возвращается память. Когда оба признаются друг другу в любви, союз становится невозможным, потому что Дон Рауль, отец Мигеля Хосе, признаётся, что он — настоящий отец Бьянки.

## Создатели телесериала

### В ролях
- Эдит Гонсалес — Бьянка Видаль
- Сальвадор Пинеда — Хосе Мигель Медина Ривас
- Росио Банкельс — Моника Рондан / Сандра / Меше
- Мария Тереса Ривас — Дона Эстер Монастерио де Медина Ривас
- Кристофер Лаго — Родольфито Медина Ривас Рондан
- Рафаэль Баледон — Дон Рауль Медина Ривас
- Аурора Молина — Офелия #1
- Бланка Торрес — Офелия #2
- Оскар Бонфильо — Патудо
- Орландо Родригес — Цефериро Видаль
- Хосе Элиас Морено-мл. — Энрик Монтес
- Дина де Марко — Гуиллермина
- Беатрис Агирре — Эмилия
- Лусиано Эрнандес де ла Вега — Родольфо Медина Ривас
- Хуан Карлос Серран — Альфонсо
- Рубен Рохо — Армандо
- Хайме Гарса — Маурицио Фонсека
- Нурия Бахес — Адриана Кастро
- Патрисия Рейес Спиндола — Сирила
- Ада Карраско — Висента
- Аурора Клавель — Роса
- Педро Дамиан — Густаво
- Питука де Форонда — Элоиса
- Марко Муньос — Рамиро Серпа
- Хульета Росен — Чела
- Альфонсо Итурральде — Умберто Дзаррилло
- Беатрис Орнелья — Хуанита
- Артуро Лорка — доктор Марио
- Исабела Корона — Нана Мария
- Хосе Роберто Хилл — доктор Карлос Паласиос
- Алехандро Ландеро — Мануэль
- Луис Кутюрье — доктор Руии
- Эухенио Кобо — доктор Мильян
- Лус Елена Сильва — Фелиса
- Леандро Мартинес — Артуро
- Серхио Акоста — Адольфо Гусман
- Артуро Гисар — Лик. Рояс
- Энрике Муньос — доктор Ривера
- Аврора Кортес — Ремедиос Видаль
- Мануэль Гисар — Антонио
- Тере Корнехо — Тереса Рамирес
- Эдуардо Диас Рейна — полицейский
- Маргарита Кортес — Лусинда
- Кармен Кортес — Доринда
- Ханет Руис — Лупита
- Алехандро Томмаси — доктор Торрес
- Рикардо де Лоэра — Луис
- Фернандо Чангеротти — доктор Гарсия
- Давид Ренкорет — Месеро
- Рауль Маседо — Рикардо
- Эстела Чакон — Арминда
- Хуан Антонио Маррон — Рикардо
- Алисия Равель — Мими
- Клаудия Инчаурегги — Сильвия
- Артуро Пениче — Педро
- Томас И. Хайме — Родольфо
- Хулио Монтерде — доктор
- Летисия Кальдерон
- Оскар Санчес — Ансельмо
- Мария Гонсалес — Фернанда
- Магда Трильо — Магдалена
- Лупелена Гоенече — Преса
- Антонио Гонсалес — инспектор Сальво
- Вивиана Нуньес — Ракель Ринальди
- Рейнальдо Валлехос — Марсело
- Сандра Солимано — Франсиска
- Эмилио Гаэте — дон Раймундо Ринальди
- Лилиана Росс — дона София де Ринальди
- Рамон Фариас — Себастиан Эченике
- Паулина Нин де Кардона — в роли самой себя
- Артуро Лорка — менеджер отеля
- Мигель Анхель Фуэнтес — охранник
- Антонио Фендель
- Клаудия Кастельви

### Административная группа
- оригинальный текст: Инес Родена
- либретто: Карлос Ромеро
- телевизионная версия: Валерия Филлипс
- диалоги: Клаудия Эстер О'Брайен
- тема музыкальной заставки: Bilitis
- композитор: Франсис Ле
- художник-постановщик: Мария Кристина Мартинес де Веласко
- начальники места проживания актёров: Эльси Вега, Марго Филипп
- художники-костюмеры: Алехандро Гаслум, Эдмар Лопес, Эвелин Аса
- композитор: Хавьер Ортега
- осветитель: Хесус Рая Лара
- редактор: Алехандро Фрутос Маса
- второй реализатор: Ноа Алькантара
- второй режиссёр: Эухенио Кобо
- начальник производства: Артуро Лорка
- координатор производства: Эухенио Кобо
- оператор-постановщик: Мануэль Руис Эспарса
- режиссёры-постановщики: Рауль Арайса, Рафаэль Банкельс
- продюсер: Валентин Пимштейн

## Награды и премии

### TVyNovelas(1 из 1)
На премию 1984 года была выдвинута только Росио Банкельс в номинации «самая лучшая злодейка». Она же и получила премию.